# كشيشتوف بيونتيك
كشيشتوف بياتيك (بالبولندية: Krzysztof Piątek)‏ (
تُلفظ بالبولندية: ‎[ˈkʂɨʂtɔf ˈpjɔntɛk]‏; مواليد 1 يوليو 1995) هو لاعب كرة قدم بولندي يلعب في مركز الهجوم مع نادي اسطنبول بشاك شهير ومنتخب بولندا لكرة القدم.
بدأ مسيرته المهنية مع نادي الدوري البولندي الممتاز زاغويمبيه لوبين. على مدار أربعة مواسم، سجل 15 هدفًا في 72 مباراة، قبل انضمامه إلى كراكوفيا في عام 2016، حيث سجل 32 هدفًا في موسمين. في عام 2018، وقع بياتيك مع جنوى في الدوري الإيطالي الدرجة الأولى في صفقة بلغت قيمتها 4 ملايين يورو. بعد تسجيله 19 هدفًا في 21 مباراة رسمية في نصف موسمه الأول، انتقل إلى ميلان في يناير 2019 مقابل 35 مليون يورو كأكبر صفقة بيع لجنوى حتى الآن.

## مسيرته الكروية

### بدايته المبكرة
بدأ بيونتيك مسيرته مع الفريق المحلي زويتكا جيرزونياو في عام 2006. ثم انتقل إلى لاتشيا دزيرزونيو في دوري الدرجة الرابعة البولندي في عام 2011.

### زاغويمبيه لوبين
وقعت بيونتيك زاغويمبيه لوبين في عام 2013 ولعب في البداية في فرق الناشئين والفريق الاحتياطي للنادي. بعد وصول بيوتر ستوكوفيتش كمدرب جديد، تمت ترقيته بسرعة إلى الفريق الأول في 14 مايو 2014 ثم شارك لأول مرة في الدوري البولندي الممتاز في 18 مايو 2014 في مباراة ضد كراكوفيا. على مدار الموسم المقبل، أصبح أساسي مع لوبين، الذي يلعب في دوري الدرجة الأولى الثانية البولندي. سجل أول هدف في مسيرته المهنية في 12 سبتمبر 2014 بفوزه 1–0 على كروبري بلوغو وسجل أول ثنائية له في 31 أكتوبر 2014 أمام ويدزي لودز. بعد صعوده مع النادي إلى الدرجة الأولى، سجل بيونتيك أول هدف له في الدوري في 14 أغسطس 2015 بفوزه 2–1 على لخ بوزنان وساعد الفريق في الحصول على المركز الثالث في موسم 2015–16، وحصل على ميدالية وتأهل إلى المنافسات الأوروبية لهذا الموسم لأول مرة في تاريخ النادي منذ فوزهم بلقب الدوري في موسم 2006–07.

### كراكوفيا
في عام 2016، انضم بيونتيك إلى كراكوفيا وعلى مدار الموسمين التاليين سجل 32 هدفاً في 65 مباراة مع النادي. شمل هذا العدد 21 هدفاً خلال موسمه الثاني الذي جعله ينهي موسم 2017–18 كثالث أفضل هداف في الدوري البولندي.

### جنوى
في 8 يونيو 2018، وقع بيونتيك عقدًا لمدة أربع سنوات مع نادي جنوى الإيطالي مقابل 4 ملايين يورو. سجل أربعة أهداف من ضمنها ثلاثة أهداف في أول 19 دقيقة من المباراة، في أول ظهور له. وانتهت المباراة بفوز فريقه 4–0 في كأس إيطاليا على ليتشي. شارك لأول مرة في الدوري الإيطالي في 26 أغسطس، وسجل في أول ست دقائق من المباراة التي انتهت بالفوز 2–1 على إمبولي. في الأسبوع التالي، سجل أول ثنائية له بالموسم في مباراة الخسارة 5–3 أمام ساسولو، والتي أعقبها بهدف آخر في مباراة الخسارة 4–1 أمام لاتسيو، ليصبح بذلك أول لاعب منذ أندري شيفتشينكو في عام 1999 يحرز خمسة أهداف. في أول أربع مشاركات له في الدوري الإيطالي.
خلال مباراته التالية التي فاز بها 2–0 على كييفو، سجل هدفه العاشر في جميع المسابقات ليصبح أول لاعب في الدوريات الأوروبية الكبرى يصل إلى هذا الرقم في هذا الموسم. في 30 سبتمبر، سجل بيونتيك هدفين في غضون ثلاث دقائق في مباراة الفوز 2–1 على فروسينوني ليصل إلى الهدف الثامن له في ست مباريات، وهي أفضل بداية لموسم واحد منذ بداية كارل آجي هانسن في موسم الدوري الإيطالي 1949–50. في أول مباراة له، أصبح أول لاعب منذ غابرييل باتيستوتا في موسم 1994–95 يسجل في أول سبع مشاركات له في الدوري الإيطالي عندما سجل هدف في مباراة الهزيمة 3–1 أمام بارما.

### ميلان
في 23 يناير 2019، أعلن نادي إيه سي ميلان التوقيع مع بيونتيك على عقد حتى 30 يونيو 2023. وبلغت رسوم الانتقال 35 مليون يورو. وقع ميلان مع بيونتيك كبديل لغونزالو هيغواين، الذي انضم إلى تشيلسي. وتم إعطاء بيونتيك القميص رقم 19 في ميلان.
شارك بيونتيك في أول مباراة له مع ميلان في 26 يناير، في المباراة التي انتهت بالتعادل السلبي ضد نابولي، حيث دخل كبديل عن باتريك كوتروني في الدقيقة 71 دقيقة. بعد ثلاثة أيام ضد نفس الخصم أيضا في سان سيرو، سجل هدفي المباراة في ربع نهائي كأس إيطاليا، وحظي بتشجيع كبير لحظة مغادرته الملعب في الدقيقة 79. في 3 فبراير 2019، سجل بيونتيك أول أهدافه في الدوري أمام نادي روما، حيث انتهت المباراة بالتعادل 1–1. ثم سجل ثلاثة أهداف في المبارتين المتتاليتين التاليتين: الأولى ضد كالياري والأخرى ضد أتالانتا، مما جعله أسرع لاعب يسجل ستة أهداف مع النادي في جميع المسابقات، متجاوزًا أسطورة النادي نيلس ليدهولم. كما أصبح أول لاعب في ميلان يسجل في أول ثلاث مباريات له في الدوري منذ ماريو بالوتيلي في عام 2013.
قبل بداية موسم 2019–20، غير بيونتيك رقم قميصه رقم 9. وسجل أربعة أهداف فقط في الدوري في النصف الأول من الموسم قبل مغادرته النادي.

### هرتا برلين
في 30 يناير 2020، أعلنت نادي هرتا برلين عن التوقيع بيونتيك مقابل رسوم انتقال بلغت 27 مليون يورو، بموجب عقد طويل الأجل. لقد حصل على القميص رقم 7.

## مسيرته الدولية
تم اختيار بيونتيك في التشكيلة المبدئية المؤلفة من 30 لاعباً من بولندا للمشاركة في كأس العالم 2018، ولكن لم يتم استدعاءه للقائمة النهائية.
شارك لأول مرة على المستوى الدولي في 11 سبتمبر 2018، حيث شارك في المباراة الودية التي انتهت بالتعادل 1–1 أمام أيرلندا في فروتسواف. بعد شهر واحد بالضبط، شارك لأول مرة في دوري الأمم الأوروبية 2018–19 أمام البرتغال وسجل الهدف الأول في مباراة الهزيمة 3–2. في 21 مارس 2019، سجل هدفه الدولي الثاني في مباراة الفوز على النمسا 1–0.

## حياته الشخصية
هو متزوج من بولينا بروسيك. تم حفل الزفاف في 1 يونيو 2019.

## الإحصائيات

### النادي
آخر تحديث 28 يناير 2020. 
| النادي           | الموسم   | الدرجة                         | الدرجة  | الدرجة  | الكأس  | الكأس   | أوروبا | أوروبا  | أخرى   | أخرى    | المجموع | المجموع |
| النادي           | الموسم   | الدرجة                         | !الظهور | الأهداف | الظهور | الأهداف | الظهور | الأهداف | الظهور | الأهداف | الظهور  | الأهداف |
| ---------------- | -------- | ------------------------------ | ------- | ------- | ------ | ------- | ------ | ------- | ------ | ------- | ------- | ------- |
| زويتكا جيرزونياو | 2012–13  | الدوري البولندي الدرجة الرابعة | 6       | 0       | –      | –       | –      | –       | –      | –       | 6       | 0       |
| زاغويمبيه لوبين  | 2013–14  | الدوري البولندي الممتاز        | 4       | 0       | 0      | 0       | –      | –       | –      | –       | 4       | 0       |
| زاغويمبيه لوبين  | 2014–15  | الدوري البولندي الدرجة الثانية | 30      | 8       | 3      | 1       | –      | –       | –      | –       | 33      | 9       |
| زاغويمبيه لوبين  | 2015–16  | الدوري البولندي الممتاز        | 33      | 6       | 3      | 2       | –      | –       | –      | –       | 36      | 8       |
| زاغويمبيه لوبين  | 2016–17  | الدوري البولندي الممتاز        | 5       | 1       | 1      | 0       | 6      | 0       | –      | –       | 12      | 1       |
| زاغويمبيه لوبين  | المجموع  | المجموع                        | 72      | 15      | 7      | 3       | 6      | 0       | 0      | 0       | 85      | 18      |
| كراكوفيا         | 2016–17  | الدوري البولندي الممتاز        | 27      | 11      | –      | –       | –      | –       | –      | –       | 27      | 11      |
| كراكوفيا         | 2017–18  | الدوري البولندي الممتاز        | 36      | 21      | 2      | 0       | –      | –       | –      | –       | 38      | 21      |
| كراكوفيا         | المجموع  | المجموع                        | 63      | 32      | 2      | 0       | –      | –       | –      | –       | 65      | 32      |
| جنوى             | 2018–19  | الدوري الإيطالي                | 19      | 13      | 2      | 6       | –      | –       | –      | –       | 21      | 19      |
| ميلان            | 2018–19  | الدوري الإيطالي                | 18      | 9       | 3      | 2       | –      | –       | –      | –       | 21      | 11      |
| ميلان            | 2019–20  | الدوري الإيطالي                | 18      | 4       | 2      | 1       | –      | –       | –      | –       | 20      | 5       |
| ميلان            | المجموع  | المجموع                        | 36      | 13      | 5      | 3       | –      | –       | –      | –       | 41      | 16      |
| هرتا برلين       | 2019–20  | الدوري الألماني                | 18      | 4       | 2      | 1       | –      | –       | –      | –       | 20      | 5       |
| الإجمالي         | الإجمالي | الإجمالي                       | 196     | 73      | 16     | 12      | 6      | 0       | 0      | 0       | 218     | 85      |

### المنتخب
آخر تحديث 16 نوفمبر 2019.
| بولندا  | بولندا | بولندا  |
| العام   | الظهور | الأهداف |
| ------- | ------ | ------- |
| 2018    | 2      | 1       |
| 2019    | 8      | 4       |
| المجموع | 10     | 5       |

### الأهداف الدولية
آخر تحديث 10 يونيو 2019.
قائمة الأهداف والنتائج مع منتخب بولندا الأول.
| # | التاريخ        | المكان                                        | م. | الخصم    | الهدف | النتيجة | المسابقة                       |
| - | -------------- | --------------------------------------------- | -- | -------- | ----- | ------- | ------------------------------ |
| 1 | 11 أكتوبر 2018 | ملعب سيليزيا، خوجوف، بولندا                   | 2  | البرتغال | 1–0   | 2–3     | دوري الأمم الأوروبية 2018–19 أ |
| 2 | 21 مارس 2019   | ملعب إرنست هابل، فيينا، النمسا                | 3  | النمسا   | 1–0   | 1–0     | تصفيات بطولة أمم أوروبا 2020   |
| 3 | 7 يونيو 2019   | فيليب الثاني أرينا، إسكوبية، مقدونيا الشمالية | 5  | مقدونيا  | 1–0   | 1–0     | تصفيات بطولة أمم أوروبا 2020   |
| 4 | 10 يونيو 2019  | ملعب وارسو الوطني، وارسو، بولندا              | 6  | إسرائيل  | 1–0   | 4–0     | تصفيات بطولة أمم أوروبا 2020   |
| 5 | 16 نوفمبر 2019 | ملعب تيدي، القدس، إسرائيل                     | 10 |          | 2–0   | 2–1     | تصفيات بطولة أمم أوروبا 2020   |

## الإنجازات

### الفردية
- كأس إيطاليا الهداف (1): 2018–19 (8 أهداف)

## وصلات خارجية
- كشيشتوف بيونتيك على موقع الاتحاد الدولي (مؤرشف)  (الإنجليزية)
- كشيشتوف بيونتيك على موقع الاتحاد الأوربي (الإنجليزية)
- كشيشتوف بيونتيك على موقع اتحاد تركيا (لاعب) (الإنجليزية)
- كشيشتوف بيونتيك على موقع قاعدة بيانات كرة القدم.إي يو (الإنجليزية)
- كشيشتوف بيونتيك على موقع ليكيب (الفرنسية)
- كشيشتوف بيونتيك على موقع ناشيونال فوتبول تيمز (الإنجليزية)
- كشيشتوف بيونتيك على موقع Soccerbase.com (لاعب) (الإنجليزية)
- كشيشتوف بيونتيك على موقع Soccerway.com (الإنجليزية)
- كشيشتوف بيونتيك على موقع عالم كرة القدم.نت (الإنجليزية)
- كشيشتوف بيونتيك  على سكروي